# Ольшевский, Рудольф Александрович
Рудо́льф Алекса́ндрович Ольше́вский (настоящая фамилия Гольдфельд; 14 сентября 1938, Гомель — 4 сентября 2003, Бостон) — русский поэт, прозаик и журналист, переводчик.

## Биография
Рудольф Ольшевский родился в Белоруссии, куда его родители были направлены на работу из Одессы. Семья вернулась в Одессу, когда будущему поэту было около года. В годы Великой Отечественной войны — в эвакуации с матерью, Зиновией Генриховной; отец — Александр Самуилович Гольдфельд — погиб на фронте. После окончания одесской средней школы в 1956 году Рудольф Ольшевский поселился в Кишинёве, с которым связана вся его дальнейшая творческая судьба.
На протяжений нескольких десятилетий Рудольф Ольшевский работал в редакциях газеты «Молодёжь Молдавии» и литературного журнала «Кодры». С 1963 года в качестве сценариста сотрудничал с киностудией Молдова-филм. В 1960—1980-е годы руководил литературным объединением «Орбита» при молодёжке, в котором началась литературная деятельность Евгения Хорвата, Наума Каплана (1947—1978), Бориса Ройтблата, Виктора Панэ (род. 1954), Александра Фрадиса, Кати Капович, Бориса Викторова (Друкер, 1947—2004), Александры Юнко, Александра Бродского (Микки Вульф), Светланы Мосовой и многих других местных литераторов.
Главным образом в Кишинёве были изданы более двадцати книг поэзии, публицистики, художественной прозы, стихотворных переводов писателя, в том числе 5 фантастических романов. Автор поэтических сборников «Расколдуй-трава», «Третий полюс» (1967), «Высокие колокола» (1971), «Уходит лето» (1973), «Полночные костры» (1976), «И снова осень» (1978), «Тень птицы» (1982), «Всё это было на земле» (1985), «Возраст хмеля» (1985),, «Называю себя» (1986), «Красная ягода» (1992), сборника стихов для детей «Хвостатая азбука» с иллюстрациями Марины Андрухиной (2001), романов «Господи помилуй» и «Два солнца Фьюри» (2000), книги рассказов «Поговорим за Одессу» (2001).
Рудольф Ольшевский написал либретто к опере молдавского композитора Эдуарда Лазарева «Дракон» по пьесе-сказке Евгения Шварца, составил два выпуска литературного альманаха «Ветка Иерусалима». Переводил поэзию Павла Боцу, Петру Заднипру, Виктора Телеукэ. Среди переведённых им и изданных отдельными книгами молдавских писателей — Спиридон Вангели и Георге Водэ («Открытие колодца», 1978), сборник детских стихов Константина Кондри «Домашние волшебники» (1963), сборники Андрея Лупана «Прятки» (1964), Анатола Гужела «Превращения» (1975) и Думитру Матковского «Государство черешен» (1983). В переводах с идиша вышли сборник стихотворений Мойше Лемстера «Еврейский дождь» (1997), книга новелл Ихила Шрайбмана «Творения и любовь» (2000), исторический роман Бориса Сандлера «Глина и плоть» о Кишинёвском погроме 1903 года (2003). В 2000 году в переводах Р. А. Ольшевского с идиша была издана книга «Летящие тени», вобравшая в себя стихи пяти еврейских поэтов Бессарабии — Элиэзера Штейнбарга, Зейлика Бардичевера, Янкева Штернберга, Мотла Сакциера и Герцла Ривкина.
С 2000 года Рудольф Ольшевский жил в Бостоне (США).

## Семья
- Жена — литературовед и журналист Надежда (Ада) Петровна Ольшевская, сотрудник редакции кишинёвской газеты «Юный ленинец»[3].
  - Сын — американский математик в области функционального анализа Вадим Рудольфович Ольшевский (род. 1961, Кишинёв) — профессор Коннектикутского университета[4].
    - Внук — математик Александр Ольшевский (род. 1982).

## Книги
- Мальчишки из Минжира (рассказы). — Кишинёв: Картя Молдовеняскэ, 1962. — 18 с.
- Волшебный мелок (сказка для детей). Иллюстрации Я. А. Авербух. — Кишинёв: Картя молдовеняскэ, 1963. — 34 с.
- Радуга на ладони (сказка). — Кишинёв: Картя молдовеняскэ, 1964. — 91 с.
- Половина неба (сказка для старшего школьного возраста). — Кишинёв: Картя молдовеняскэ, 1966. — 23 с.
- Третий полюс (стихи). — Кишинёв: Картя молдовеняскэ, 1967. — 97 с.
- Расколдуй-трава (стихи для детей). — Кишинёв: Лумина, 1967. — 30 с.
- Операция «Танк» (с Владимиром Расстригиным). Кишинёв: Картя молдовеняскэ, 1969. — 79 с.
- Высокие колокола (стихи). — Кишинёв: Картя молдовеняскэ, 1971. — 123 с.
- Уходит лето (стихи). — Кишинёв: Картя молдовеняскэ, 1973. — 143 с.
- Восемь точек на карте: очерки о молдавских комсомольцах, работающих на стройках страны (составитель). — Кишинёв: издательство ЦК КП Молдавии, 1975. — 115 с.
- Полночные костры (стихи). — Кишинёв: Картя молдовеняскэ, 1976. — 114 с.
- Пора винограда. — М.: Молодая гвардия, 1977. — 95 с.
- И снова осень. — Кишинёв: Литература артистикэ, 1978. — 155 с.
- Начало дня (стихи). — Кишинёв: Литература артистикэ, 1979.
- Тень птицы (стихи). — Кишинёв: Литература артистикэ, 1982. — 150 с.
- Всё это было на земле. Стихи и поэмы. — Кишинёв: Литература артистикэ, 1985. — 141 с.
- Возраст хмеля (стихи). — М.: Советский писатель, 1985 (второе издание — там же, 1992). — 124 с.
- Называю себя. Стихи. — М.: Молодая гвардия, 1986. — 94 с.
- Стихи. — Кишинёв: Литература артистикэ, 1988. Художник Л. Ф. Балаклав. — 288 с.
- Красная ягода: стихи. — Кишинёв: Гиперион, 1992.
- Господи помилуй. Два солнца Фьюри. Романы. — Кишинёв: Axul Z, 2000.
- Поговорим за Одессу. Рассказы. — Кишинёв: Pontos, 2001 (2-е изд., доп. — «Поговорим за Одессу, или Сегодня лучше, чем завтра». — Бостон: Aspekt Publishing, 2010).
- Хвостатая азбука (стихи для детей). — Кишинёв, 2001.
- Одиссея лейтенанта Рипли (в 2-х тт.). — Кишинёв: Axul Z, 2001.
- Полуночный звонарь (избранные стихотворения). — Бостон: Budget Printing Center, 2008.

## Фильмография
- 1963 — И снова осень... (документальный)
- 1969 — Они шагнули в бессмертие (документальный)
- 1970 — Свет (Телефилм-Кишинэу, документальный)
- 1974 — У нас в Колибаше (документальный)
- 1975 — Новелла о хлебе (документальный)
- 1976 — Город на Днестре (Телефилм-Кишинэу, документальный)
- 1978 — Чобэнаш (Телефилм-Кишинэу, фильм-концерт)
- 1980 — Мэрцишор — праздник весны (анимационный)
- 1980 — Иду к пахарю (Телефилм-Кишинэу, документальный)
- 1987 — Кишинёвская мозаика (документальный)